# Rhesala malgassica
Rhesala malgassica là một loài bướm đêm trong họ Noctuidae.